# شلیپا شیرودکار
شلیپا شیرودکار (به انگلیسی: Shilpa Shirodkar) (زاده ۲۰ نوامبر ۱۹۶۹) بازیگر هندی است.
از فیلم‌هایی که وی در آن نقش داشته است می‌توان به ما بی‌نظیریم اشاره کرد.

## فیلم‌شناسی
فهرست برخی از فیلم‌هایی که شلیپا شیرودکار در آنها به ایفای نقش پرداخته است:
| سال  | نام فیلم                           | نقش             | بازیگر همراه                  |
| ---- | ---------------------------------- | --------------- | ----------------------------- |
| ۱۹۸۹ | فساد اداری                         | گوپی            | میتون چاکرابورتی              |
| ۱۹۹۰ | کیشن و کانیا                       | رادا            | آنیل کاپور                    |
| ۱۹۹۰ | Paap Ki Kamaee                     | سلما            | میتون چاکرابورتی              |
| ۱۹۹۰ | Justice and Injustice              | آنجو            | جیتندرا                       |
| ۱۹۹۱ | جنگجو                              | شیلپا           | سانی دئول سانجی دات           |
| ۱۹۹۱ | ترینترا                            | مونا            | میتون چاکرابورتی              |
| ۱۹۹۱ | ما                                 | آنیتا           | آمیتاب باچان گوویندا          |
| ۱۹۹۱ | پادشاه بی‌نام                       | بیجلی           | آنیل کاپور                    |
| ۱۹۹۱ | دو سرمست                           | پوجا            | سانجی دات                     |
| ۱۹۹۱ | Heaven is here, hell is here       | رادا            | میتون چاکرابورتی              |
| ۱۹۹۱ | لاکشمن رکها                        | ویشالی          | نصیرالدین شاه جکی شروف        |
| ۱۹۹۲ | Tilak                              | مانگالا         |                               |
| ۱۹۹۲ | خدا گواه                           | بازرس هینا      | آمیتاب باچان                  |
| ۱۹۹۲ | مقصر                               | کامینی          | آنیل کاپور                    |
| ۱۹۹۲ | این فقط قلب است                    | جایشری          | جکی شروف                      |
| ۱۹۹۳ | انتظار                             | رینو خانا       | گوویندا جیتندرا               |
| ۱۹۹۳ | تشخیص                              | سیما ورما       | سونیل شتی سیف علی خان         |
| ۱۹۹۳ | Jeevan Ki Shatranj                 | بازرس کیران     | میتون چاکرابورتی دیپاک تیجوری |
| ۱۹۹۳ | چشم‌ها                              | چاندراموکی      | گوویندا                       |
| ۱۹۹۳ | Parwane                            | مونا ساکسنا     | آویناش وادهاوان               |
| ۱۹۹۴ | Juaari                             | آنیتا           | درمندرا                       |
| ۱۹۹۴ | گوپی کیشان                         | چاندا چودهاری   | سونیل شتی                     |
| ۱۹۹۴ | Gopalaa                            | ساندرا دیمنتو   | چانکی پاندی                   |
| ۱۹۹۴ | Chhoti Bahoo                       | رادا            | دیپاک تیجوری                  |
| ۱۹۹۴ | ما بی‌نظیریم                        | دیدی            | آکشی کومار سونیل شتی          |
| ۱۹۹۵ | Raghuveer                          | روشنی           | سونیل شتی                     |
| ۱۹۹۵ | Bewafa Sanam                       | شیتال/مامتا     | کیشان کومار                   |
| ۱۹۹۶ | بازگشت دزد جواهرات                 | سونو            | درمندرا جکی شروف              |
| ۱۹۹۶ | با توانایی‌های خودم                 | ساپنا ساکسنا    | میتون چاکرابورتی              |
| ۱۹۹۶ | خط قرمز                            |                 | جکی شروف                      |
| ۱۹۹۶ | ‌Hum Hain Premi                     |                 |                               |
| ۱۹۹۶ | Rangbaaz                           | چامپا           | میتون چاکرابورتی              |
| ۱۹۹۷ | حکم اعدام                          | کانتی           | ایوب خان اوم پوری             |
| ۱۹۹۷ | Arasiyal                           | آنیتا شارما     | مموتی                         |
| ۱۹۹۸ | Hitler                             | وکیل شیلا شارما | میتون چاکرابورتی              |
| ۱۹۹۸ | مجازات قهرمان                      | روزنامه نگار    | نصیرالدین شاه                 |
| ۱۹۹۸ | شیطان                              | گیتا            | جکی شروف                      |
| ۱۹۹۹ | زنده باد هند                       | روشنی           | ریشی کاپور                    |
| ۲۰۰۰ | گاجا گامینی                        | سیندو           | نصیرالدین شاه                 |
| ۲۰۱۰ | Barood : (The Fire) – A Love Story | سونا            | سونیل شتی                     |
| ۲۰۲۰ | تفنگ‌های بنارس                      | همسر بریجش سینگ | آبهیمانو سینگ                 |